# Jew's Court
La cour du Juif (Jew’s Court en anglais) est la plus ancienne synagogue des îles britanniques. 
Daté entre 1150 et 1180, cet exemple d’architecture normande en Angleterre sis rue Steep Hill à Lincoln, immédiatement au-dessus de la maison du Juif, est « probablement la seule synagogue médiévale encore debout en Angleterre. »
On pense que ce bâtiment fut utilisé comme synagogue jusqu’à l’expulsion de l’ensemble de la communauté juive d’Angleterre en 1290. Une niche sur le mur oriental actuellement utilisé comme une arche, date peut-être de cette époque,,. En 1910, un puits fut creusé dans la cave de cet bâtiment, et le propriétaire a affirmé par la suite que c’est là qu’on avait retrouvé le corps du Petit saint Hugues de Lincoln.
En 1992, le bâtiment a été rendu au culte israélite et sert toujours de synagogue à l’heure actuelle. Le reste du bâtiment sert de librairie. La communauté juive du Lincolnshire, qui est affiliée au judaïsme libéral, organise régulièrement des chabbats et autres cultes à Jew’s Court.